# Amir Motaffaf
Amir Hossein Motaffaf (Shiraz, 25 augustus 1999) is een entertainer en influencer wonende in de stad Herentals gelegen in België. Sinds 2017 verschijnt Motaffaf vaker op de Vlaamse televisie. In de Ketnet-serie 4eVeR (voluit "Forever") vertolkt hij de hoofdrol van Gamil. Daarnaast is Motaffaf rapper. Onder de naam Perz heeft hij enkele singles op zijn naam.

## Levensloop
In 2017 werd Amir voor zijn personage Gamil genomineerd tijdens Het Gala van De Gouden K's voor de "Kus van het jaar" samen met zijn collega Rani van Damme die de rol van Emma vertolkt. Daarnaast werden de vier acteurs van 4eVeR genomineerd voor "Ketnetserie van het jaar 2017" en het jaar daarop voor "Ketnetserie van het jaar 2018". In augustus 2018 was Amir te zien in een gastrol in de film van youtuber Dylan Haegens genaamd De Film van Dylan Haegens.
Sinds 22 mei 2021 startte Amir zijn eigen youtube reeks genaamd ' Milkshake Ride'. Elke aflevering komt er een nieuwe bekende influencer langs en leren we hem/haar wat beter kennen. 

## Filmografie
| Titel                     | Jaar        | Rol          | Opmerking                   |
| ------------------------- | ----------- | ------------ | --------------------------- |
| 4eVeR                     | 2017 - 2019 | Gamil        | Hoofdrol in de Ketnetserie. |
| Familie                   | 2018        | Rayan Singh  | VTM-soap.                   |
| Bastaard (film)           | 2018        | Ibrahim      | Film.                       |
| De Film van Dylan Haegens | 2018        | Schilderij 2 | Film.                       |

## Youtubereeks: Milkshake Ride
Vanaf 22 mei startte Amir zijn eerste eigen youtube-reeks genaamd 'Milkshake Ride'. In deze reeks nodigd hij telkens een bekende influencer uit en de hand van enkele vragen leren we deze bekende persoon iets beter kennen. Deze reeks gaat 8 afleveringen bevatten.
Alle afleveringen zijn te vinden op Amir zijn youtube.
|              | Bekende Influencer |
| ------------ | ------------------ |
| Aflevering 1 | Stien Edlund       |
| Aflevering 2 | Ender Scholtens    |
| Aflevering 3 | Aaron Degroeve     |

## Muziekcarrière
Motaffaf begon in 2015 met muziek maken onder de naam Perz. Zijn eerste productie was een cover van het liedje 'Drank en Drugs'. Later dat jaar verscheen zijn debuutsingle "Misgunners". Later begon Perz zichzelf al rappend te filmen. Hij plaatste de filmpjes eerst op Facebook en besloot in februari 2016 een EP te maken genaamd "Het begint". Vanaf eind 2018 begon Amir ook enkele singles uit te brengen onder eigen naam.

### Singles
| Single met hitnotering(en) in de Vlaamse Ultratop 50 | Datum van verschijnen | Datum van binnenkomst | Hoogste positie | Aantal weken | Opmerkingen         |
| ---------------------------------------------------- | --------------------- | --------------------- | --------------- | ------------ | ------------------- |
| Geweest                                              | 07-01-2016            |                       |                 |              | onder Perz          |
| Dromen feat. Merel Moors                             | 11-11-2016            |                       |                 |              | onder Perz          |
| Eurodeals feat. R-Mind & Richie                      | 23-06-2017            |                       |                 |              | onder Perz          |
| Liever Alleen                                        | 05-09-2018            |                       |                 |              | onder Amir Motaffaf |
| Dromen (akoestisch) feat. Merel Moors & Andy Fontyn  | 09-11-2018            |                       |                 |              | onder Amir Motaffaf |
| Locatie                                              | 15-03-2019            | 06-04-2019            | Tip (V)         | 4            | onder Amir Motaffaf |
| Okay w/ R-Mind                                       | 23-08-2019            |                       |                 |              | onder Amir Motaffaf |
| Kampvuur                                             | 27-12-2019            |                       |                 |              | onder Amir Motaffaf |
| BAE                                                  | 06-02-2020            |                       |                 |              | onder Amir Motaffaf |
| On My Way feat Brandone"                             | 03-04-2020            |                       |                 |              | onder Amir Motaffaf |
| Voor Jou"                                            | 29-06-2020            |                       |                 |              | onder Amir Motaffaf |
| Addison Rae feat R-Mind"                             | 10-08-2020            |                       |                 |              | onder Amir Motaffaf |
| Late Night feat Richie "                             | 05-10-2020            |                       |                 |              | onder Amir Motaffaf |
| Niet Alleen feat R-Mind "                            | 15-01-2021            |                       |                 |              | onder Amir Motaffaf |
| Wat Ik Wil feat Discobar Joossens"                   | 07-05-2021            |                       |                 |              | onder Amir Motaffaf |
| Hartendief feat Abdou"                               | 30-07-2021            |                       |                 |              | onder Amir Motaffaf |